# Army Men (videogioco)
Army Men è il primo videogioco della prolifica serie Army Men. È un videogioco d'azione i cui protagonisti sono i popolari soldatini di plastica. Uscito il 30 aprile del 1998 per PC, è stato riadattato successivamente, prima sul Game Boy Color, e poi in una nuova versione 3D fedele all'originale, su PlayStation, intitolata Army Men 3D.

## Trama
Tutto ha inizio quando il dittatore a capo della Repubblica Marrone decide di invadere i territori appartenenti ai Verdi. Gli eserciti scendono in campo con forze massicce. I livelli si dividono in tre gruppi, ciascuno corrispondente a una diversa regione: quella desertica, quella alpina e quella paludosa (bayou). Il giocatore segue le missioni di un sergente verde (Sarge nella versione originale). Ad esso è assegnato il compito di recuperare tre misteriosi oggetti chiamati Chiave (Key), assemblabili, aprenti un Portale (Portal) per un'altra dimensione.
L'esistenza di tali manufatti viene svelata dopo che Sarge uccide un agente dell'esercito Blu (un'altra fazione che lavora soprattutto di spionaggio) in possesso di un documento che le menziona. I marroni stanno cercando di averle tutte per i loro non meglio definiti scopi bellici. Quindi, la prima Chiave verrà recuperata proprio da Sarge in una fortezza Marrone nel deserto. La seconda invece verrà intercettata in una stazione ferroviaria, caduta in mano della fazione rivale, nelle zone alpine. L'ultima Chiave invece verrà rinvenuta in un fortino dell'esercito Grigio, nella zona paludosa.
L'ultima missione di Sarge consisterà nello scortare un colonnello Grigio in pensione fino ad una zona sicura, e farsi dire da esso il luogo in cui è ubicato il Portale. Una volta raggiunto, Sarge lo attraverserà, senza però fare mai più ritorno e verrà per questo dichiarato disperso in azione. Il portale in realtà è un accesso al mondo reale (il nostro, in contrapposizione a quello degli omini di plastica), e il soldatino verrà usato da dei bambini come il giocattolo che è, fino almeno a quando esso non riesce a scappare. Da qui in poi comincia la trama di Army Men II.

## Modalità di gioco
Nella schermata iniziale sarà possibile scegliere fra la modalità "Boot Camp", ossia l'allenamento dove il giocatore impara le regole e ad usare le armi e i veicoli del gioco, "One-Player" per la campagna e "Multi-Player" per il gioco a più giocatori (fino a 4) tramite internet o LAN.
Il giocatore comanda Sarge, ma è anche in grado, tramite alcuni comandi, di impartire ordini semplici alle proprie truppe (come seguire il sergente, attaccare un nemico o difendere una zona). Al giocatore è premesso avere solo tre slot liberi per equipaggiare il soldatino. Il primo è sempre occupato dal fucile base a proiettili infiniti o dalla sua espansione automatica rinvenibile durante le partite, il secondo da un'arma a scelta come granate, bazooka, mortaio o lanciafiamme, il terzo invece è occupabile anche da attrezzi speciali come kit di primo soccorso o cercamine, senza dimenticare però anche esplosivo a tempo e mine. Poi, nel pieno stile del soldatini di plastica, durante le partite sarà possibile guidare il carrarmato, la jeep o il camion da trasporto truppe, entrambi dotati di mitragliatrice. Vi sono anche degli slot extra che contengono chiamate per il quartier generale per richiedere bombardamenti e ricognizioni aeree o anche truppe aereo trasportate che si paracadutano nel punto prescelto.
La visuale del terreno di gioco è isometrica. Nella versione PC il mouse può essere utilizzato per ruotare il soldatino e sparare, mentre le altre azioni come camminare, correre, strisciare si svolgono con la tastiera. Quando si usa un'arma da lancio (granate e mortai) appare un mirino che oscilla velocemente, e occorre lanciare al momento giusto per tirare alla distanza desiderata.